# Jennifer Hof
Jennifer Karin-Luise Hof (* 15. Mai 1991 in Langen) ist ein deutsches ehemaliges Model. Sie wurde 2008 Siegerin der dritten Staffel der Castingshow Germany’s Next Topmodel.

## Biografie
Die 1,81 m große Rodgauerin besuchte das Gymnasium Claus-von-Stauffenberg-Schule, als sie bei einem Casting in Offenbach am Main angesprochen wurde. Im Laufe der wöchentlich ausgestrahlten Fernsehshow, die die Kandidatinnen unter anderem nach Barcelona, New York City, Sydney und Los Angeles führte, wurde Hof von brünett auf blond umgestylt. Sie war mit 16 Jahren die jüngste Teilnehmerin. Sie fiel vor allem durch ihre langen Beine auf, die mit einer Länge von 1,13 m einen Zentimeter länger sind als die des deutschen Topmodels Nadja Auermann. Im Rahmen der Castingshow erhielt Hof unter anderem den Zuschlag für eine Werbekampagne von Sony Ericsson und absolvierte Modenschauen für das Münchner Modelabel Talbot Runhof und das israelische Modeunternehmen Castro und nahm an der Melbourne Fashion Week teil.
Als Siegerin der dritten Staffel von Germany’s Next Topmodel wurde sie für zwei Jahre von der Modelagentur IMG Models unter Vertrag genommen. Eine Parfümmarke wurde nach ihr benannt (Jenny K.L., eine Variation aus Hofs drei Vornamen), sie absolvierte ein Covershooting für die deutsche Ausgabe der Cosmopolitan und erhielt vom Hauptsponsor Volkswagen einen VW Scirocco III. Außerdem wurde sie für eine Kampagne des Bekleidungsunternehmens C&A verpflichtet. Die Werbeverträge hatten insgesamt einen Wert von 250.000 Euro.
Hof legte parallel zu Germany’s Next Topmodel die Prüfung zur Mittleren Reife ab. Nach ihrem Sieg war sie auf den Fashionshows von Talbot Runhof, Philipp Plein, Marcel Ostertag und Perret Schaad zu sehen. Im Februar 2014 gab sie bekannt, dass ihre Modelkarriere beendet sei und sie eine Ausbildung zur Steuerfachangestellten mache. Sie ist Mutter zweier Töchter (* 2014 und * 2016) und eines Sohnes (* 2021).